# Уссама Метхазем
Уссама Метхазем (араб. متحزم أسامة, нар. 16 грудня 1993, Хеншела) — алжирський футболіст, воротар клубу «Бордж-Бу-Арреридж».
Виступав, зокрема, за клуби «Батна» та «РК Арбаа», а також олімпійську збірну Алжиру.

## Клубна кар'єра
У дорослому футболі дебютував 2011 року виступами за команду клубу «Батна», в якій провів два сезони, взявши участь лише у 5 матчах чемпіонату.
До складу клубу «РК Арбаа» приєднався 2015 року. Відіграв за команду наступний сезон своєї ігрової кар'єри.
До складу клубу «Ель-Еулма» приєднався 2016 року. Відтоді встиг відіграти за команду Ель-Еулми 4 матчі в національному чемпіонаті.

## Виступи за збірну
2016 року захищав кольори олімпійської збірної Алжиру. У складі цієї команди провів 1 матч, пропустив 1 гол. У складі збірної — учасник футбольного турніру на Олімпійських іграх 2016 року у Ріо-де-Жанейро.